# Guðmundur Ingi Guðbrandsson
Guðmundur Ingi Guðbrandsson (født 28. marts 1977) er en islandsk organisationsmand og forsker, der siden 28. november 2021 har været Islands social- og arbejdsmarkedsminister i Katrín Jakobsdóttirs regering, hvor han repræsenterer Venstrepartiet – De Grønne. Han var fra 2011 til 2017 formand for Islands største naturbeskyttelsesorganisation Landvernd. Fra 30. november 2017 til 28. november 2021 var han Islands miljøminister. Han er ikke medlem af Altinget.

## Uddannelse og arbejdsliv
Guðmundur fik en bachelorgrad i biologi fra Islands Universitet og flyttede efter sin eksamen til USA, hvor han tog en MSc i miljøvidenskab fra Yale University. Herefter vendte han hjem til Island, hvor han forskede i økologi og miljøvidenskab ved Islands Universitet og Landgræðsla ríkisins. Siden arbejdede han for Veiðimálastofnun (Institut for Ferskvandsfiskeri) i Hólar í Hjaltadal.
Han er medstifter af miljøorganisationen Félag umhverfisfræðinga á Íslandi og var dens formand 2007-10. I 2007 blev han ansat som direktør for naturbeskyttelsesorganisationen Landvernd, hvis rolle og status i det islandske samfund kan sammenlignes med Danmarks Naturfredningsforenings i Danmark.
Fra 2006 til 2017 har han været tilknyttet Islands Landbohøjskole og Vestfjordenes Universitetscenter som timelærer. Derudover har han om sommeren arbejdet som parkbetjent i nationalparkerne Þingvallaþjóðgarður og Vatnajökulsþjóðgarður.